# ブルチン県
ブルチン県（ブルチンけん、カザフ語: بۋىرشىن اۋدانى / Bwırşın awdanı、中国語：布尔津县）は、中華人民共和国新疆ウイグル自治区イリ・カザフ自治州アルタイ地区に位置する県で、県北部と東北部でカザフスタン、ロシア連邦、モンゴル国と接している。県人民政府の所在地はブルチン鎮（布爾津鎮）。県の面積10,362平方キロメートル、人口70,000人で、県内には21の民族が居住していて、カザク族が58％、漢族が30％、その他民族が12％である。県政府はブルジン鎮にある。
県名はブルチン川にちなんでおり、3歳の雄ラクダはモンゴル語で「ブル」と呼ばれ、「チン」は「牧夫」を意味する。県の北西部には有名な観光地のカナス湖がある。

## 歴史
前漢時代、ここは西匈奴の遊牧地域であった。三国時代には鮮卑に属し、隋の時代には西トルキスタンに、唐の時代には北庭杜府に、清の時代には中原の平定後に、西遼に属した。清朝がジュンガルを平定した後、ブルチン周辺はウリヤスタイ定辺左副将軍の支配下でコブド参事大臣の管轄下にあり、アルタイ武陵海左翼の遊牧地域でもあった。清の光緒三十年（1905年）、コブド（科布多）、アルタイに分けて、アルタイ大臣を設置し、清朝の理藩院制度下で、ブルチンはアルタイ大臣に管轄権があった。 
中華民国初期は清朝の旧制度を継承し、アルタイは直接中央政府の管轄下に置かれ、民国は3年後（1914年）には、承化県がブルチン川開拓局を設立し、この川がブルチン川と呼ばれるようになった。民国8年（1919年）には、アルタイが新疆省に移され、阿山道が設置された。同年、ブルチンは正式に県として成立し、1970年以降には、阿山路、阿山行政区、阿山県、アルタイ専県、アルタイ地方に相次いで属してきた。

## 地理
ブルチン県はアルタイ山脈の南西麓に位置する 北にはアルタイ山脈の最高峰である友誼峰がある。東はアルタイ市、西はカバ県、南はジェミナイ県とブルルトカイ県に隣接し、総面積は10540.3平方キロメートルである。地形は北東から南西に傾斜しており、北部の高山と中山、中央部の低山と河谷、南部の半砂漠の低山に分かれている。 主な水系はエルティシ川とブルチン川の2河川である。
ブルチン県は大陸性北温帯寒冷気候に属し、夏は乾燥して暑く、冬は厳しく寒く、降水量は少なく、蒸発量が多く、昼夜の温度差が大きく、日照に恵まれている。

## 行政区画
4鎮、2郷、1民族郷を管轄：
- 鎮：ブルチン鎮（ブルシュン鎮、布爾津鎮）、チュンクル鎮（シュンクル鎮、沖乎爾鎮）、オイマク鎮（窩依莫克鎮）、コスティク鎮（コストゥク鎮、闊斯特克鎮）
- 郷：ドゥウライティ郷（ドゥライトゥ郷、杜来提郷）、エギズテョペ郷（エギズテョベ郷、也格孜托別郷）
- 民族郷：クムカナス・モンゴル族郷（禾木哈納斯蒙古族郷）

## 交通
- G217国道
- G219国道
- G331国道（中国最北部のロシア・モンゴル国境）

## 観光
観光地として、アクトゥベク・ヤダン地形（中国語：阿克吐别克雅丹地貌）、友誼峰氷河、カナス湖、五彩河岸（五彩灘）、ドンシチンク草原（東锡勒克草原）、ドンブラの演奏者・バイシャンブの墓（白山布墓）などがある。遺跡には、トゥルク洞窟壁画（吐鲁克岩画）、クスケン洞窟壁画（库须根岩画）などがある。

## 特産品
特産品には、禾木蜂蜜、カナス西瓜（中国語：喀纳斯蜜瓜）、ヨウターツ揚げ物（油塔子）などがある。